# Den store Søslange
Den store Søslange af H.C. Andersen er en af de tidligste danske science fiction-noveller.[kilde mangler]
Teksten blev udgivet første gang i Illustreret Tidende den 17. december 1871.
Den store søslange handler om telegrafkabler.
Jean Hersholt oversatte teksten til engelsk.